# فيكتور غرزا
فيكتور غرزا (25 فبراير 1992 بماكالين في الولايات المتحدة - ) هو لاعب كرة قدم أمريكي ومكسيكي في مركز الوسط. شارك مع منتخب الولايات المتحدة تحت 17 سنة لكرة القدم ومنتخب الولايات المتحدة تحت 20 سنة لكرة القدم. أما مع النوادي، فقد لعب مع أرارات يريفان وتايجرز أونال وقونيا سبور وDallas City FC ‏.

## وصلات خارجية
- فيكتور غرزا على موقع قاعدة بيانات كرة القدم.إي يو (الإنجليزية)